# Windows Subsystem for Android
El Windows Subsystem For Android, abans dit Project Latte és l'execució nativa d'aplicacions en el Windows 11. Les aplicacions es podran veure des de la Microsoft Store, però s’hauran d’instal·lar des de l'Amazon Appstore. També s’ha aconseguit instal·lar l’aplicació Google Play Store i tots els derivats tant com el Google Play Services.